# Shesmu
| N37 · O34 | G17 | G43 | A40 |

| N37 · O34 | G17 | G43 | A40 |

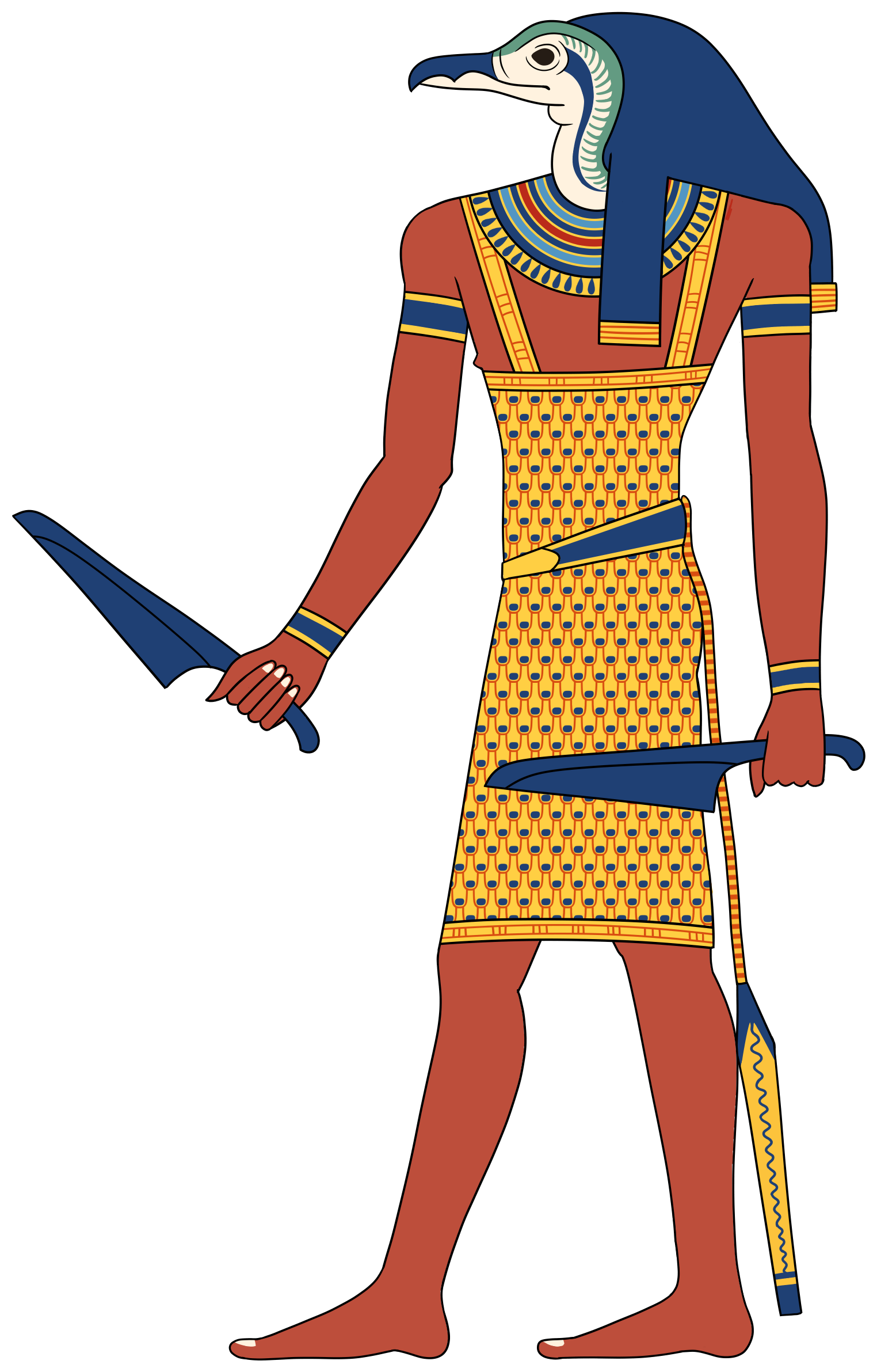
Imagen reconstruida de Shesmu.

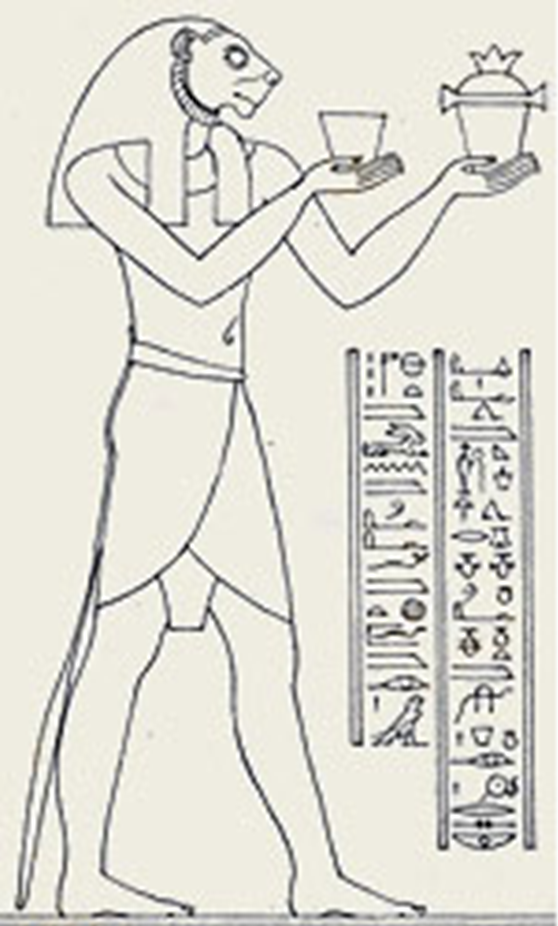
Shesmu presentando unas ofrendas.

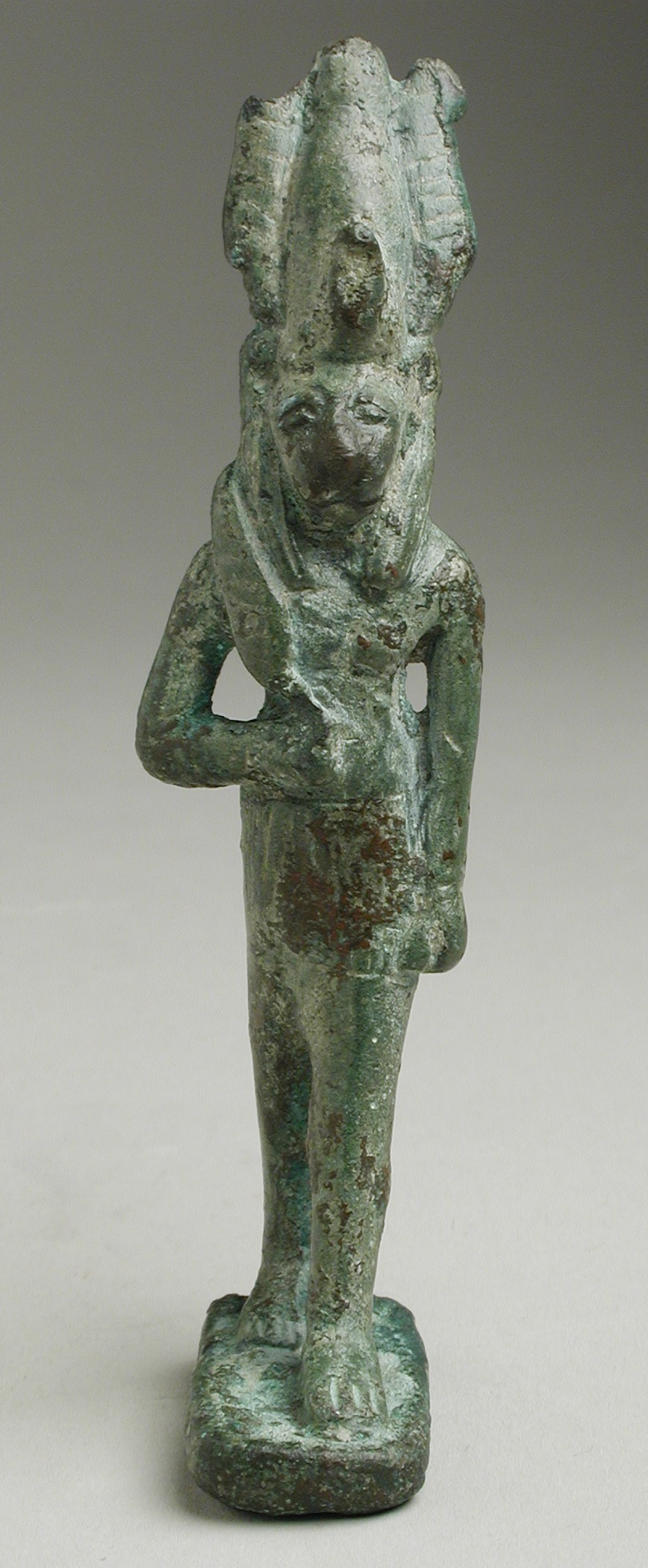
Estatuilla de bronce de un dios león armado con cuchillo, que representa a Shesmu o a Maahes. Período ptolemaico.

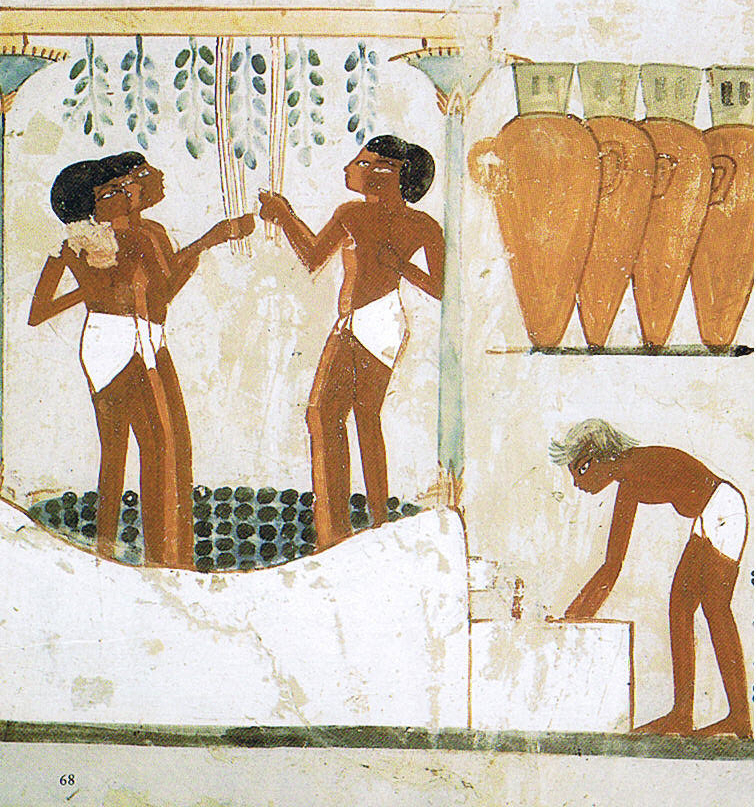
Pisado de la uva, estrechamente relacionado con el culto a Shesmu, en las paredes de la tumba de Najt (TT52), en Tebas.

Shesmu o Shesemu es un dios del inframundo del Antiguo Egipto con un carácter contradictorio, benefactor, pero también cruel. Fue adorado desde principios del período del Reino Antiguo.
Se le consideraba un dios de los ungüentos, del perfume y de la prensa de vino. En este papel, se le asociaba con las fiestas, las danzas y el canto. Pero también se le consideraba un dios de la sangre, que podía matar y descuartizar a otras deidades. Se cree posible que los antiguos egipcios usaran el vino tinto para simbolizar la sangre en las ofrendas religiosas, lo que explica el por qué de estar asociado Shesmu tanto con la sangre como con el vino.

## Descripción
Rara vez se representaba a Shesmu, pero cuando lo hacía, aparecía como un hombre con cabeza de león sosteniendo un cuchillo de  carnicero. En épocas posteriores apareció como un león. Si solo se mencionaba su nombre, a menudo aparecía con el determinativo de una prensa de aceite y, a veces, solo se representaba la prensa de aceite.
También podía estar representado como un hombre completo, e incluso un halcón. En la lista de decanos (grupos de estrellas en los que se dividió el cielo nocturno, apareciendo cada grupo durante diez días al año) en el templo de Hathor en Dendera, Shesmu aparece como un hombre en una barca con un ureo en la parte superior de su cabeza, entre dos estrellas.

## Papel y características
Shesmu era un dios con una personalidad dual. Por un lado, era el "señor del perfume", "hacedor de todo el precioso aceite" (para la belleza y el embalsamamiento), "señor del lagar", señor de los "ungüentos" y "señor del vino". Era una deidad de las celebraciones, como la diosa Meret. Los textos del Reino Antiguo mencionan una fiesta especial celebrada por Shesmu donde los jóvenes pisaban las uvas con los pies y luego bailaban y cantaban para Shesmu.
Por otro lado, Shesmu era muy vengativo y sanguinario. Era también "señor de la sangre", "gran matarife de los dioses" y "el que descuartiza los cuerpos". En los Textos de las Pirámides del Reino Antiguo, varias plegarias piden a Shesmu que descuartice y cocine determinadas deidades en un intento de proporcionarle comida a un rey fallecido. El rey fallecido necesitaba los poderes divinos para sobrevivir al peligroso viaje a las estrellas.
Sin embargo, la interpretación permanece abierta sobre si la palabra 'sangre' debe tomarse literalmente, ya que los antiguos egipcios, simbólicamente, ofrecían vino tinto como 'la sangre de los dioses' a varias deidades. Esta asociación se basaba simplemente en el color rojo oscuro del vino, una circunstancia que condujo a establecer las conexiones de Shesmu con otras deidades que podían aparecer en colores rojos. Como por ejemplo, Ra, Horus y Jerti. Su carácter violento lo convirtió en un protector entre los compañeros de la barca nocturna de Ra. Shesmu protegía a Ra amenazando a los demonios y peleando contra ellos. En los Textos de las Pirámides, actúa de forma similar.
Parece que a partir del Imperio Nuevo, los atributos negativos de Shesmu fueron eclipsados gradualmente por los positivos, aunque en un papiro de la dinastía XXI, su prensa de vino parece estar llena de cabezas humanas en lugar de uvas (una representación que era común anteriormente, en los Textos de los Ataúdes del Reino Medio. Posteriormente, en el sarcófago de la Divina Adoratriz Anjnesneferibra, de la dinastía XXVI, Shesmu aparece como un productor de aceite de calidad para el dios Ra. E incluso más tarde, durante el período grecorromano, la fabricación de los mejores aceites y perfumes para los dioses se convirtió en el papel principal de Shesmu.

## Culto
El principal centro de culto de Shesmu estaba ubicado en el Fayum. Más tarde, se erigieron más santuarios en Edfu y Dendera.